# 孔埃洛縣

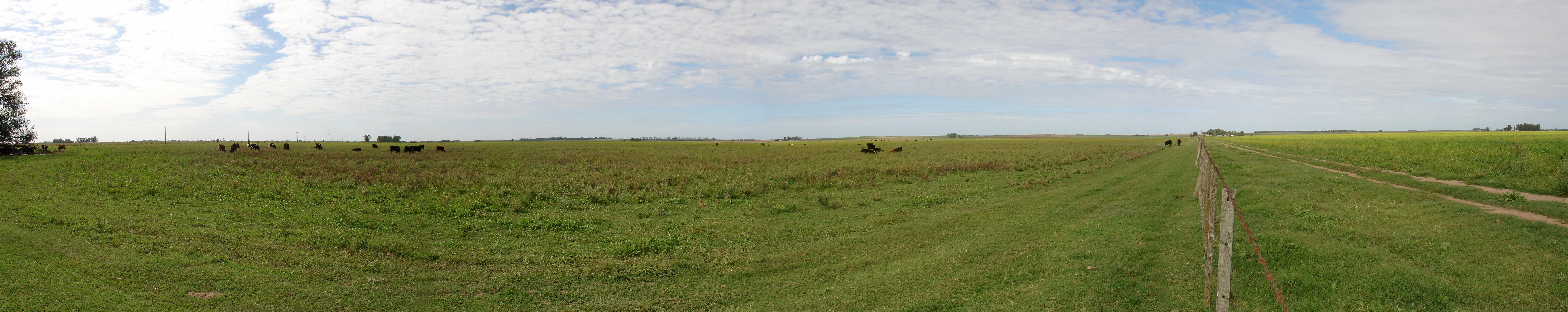

35°54′57″S 64°17′45″W / 35.91583°S 64.29583°W
孔埃洛縣（西班牙語：Departamento Conhelo），是阿根廷的縣份，位於該國中部拉潘帕省，首府設於爱德华多-卡斯特克斯，面積5,052平方公里，2010年人口14,077，人口密度每平方公里2.8人。